# Трагикомедија
Трагикомедија је књижевни жанр који спаја елементе трагедије и комедије. Тај термин је карактеристичан за драмску књижевност и може се примењивати како на трагични комад који садржи довољно комичних елемената да се може рећи како они ублажавају озбиљну атмосферу, тако и на било који озбиљни драмски комад са срећним завршетком.‍:15–23

## Античка књижевност
Ниједна потпуна дефиниција трагикомедије није нам дошла из антике. Чини се да је Аристотел имао у виду касније ренесансно значење тог термина (дакле, озбиљну радњу са срећним крајем), кад у поетици расправља о трагедији с двоструким завршетком. У том смислу, неколико сачуваних грчких и римских драма, нпр. Еурипидова Алкестида, могу се сматрати тргикомедијама, премда не због било каквих унутрашњих одлика тих комада. Сам термин ”трагикомедија“ потиче од римског комедиографа Плаута, који је ту реч шаљиво употребио у прологу Амфитриона: бог Меркур, видећи како је недостојно да се богови и краљеви појављују уз робове у једној комедији, изјављује како ће радије од тог комада направити ”трагикомедију“ (tragicomedia): {{цитат|Направићу мешавину, нека буде трагикомедија.
Сматрам, наиме, да није добро да цела буде комедија, јер се у њој и краљеви и богови појављују.
Шта мислите? Пошто се и роб ту појављује,
Уредићу, како рекох, да ово буде трагикомедија... – Плаут, Амфитрион, 59-63.‍:8–9
Комедија Амфитрион је палијата писана по узору на неки грчки комад из старе или, вероватније, нове атичке комедије. То је заправо митолошка пародија, где се појављују и ликови типични за трагедију (богови, краљеви, хероји) и ликови типични за комедију (обични људи, робови). Није познато да ли је Плаут термин tragicomedia преузео из грчког оригинала те комедије или га је сам сковао, но сама тематика можда дугује нешто митолошким травестијама о Амфитриону и Хераклу, карактеристичним за грчку флијачку лакрдију у јужној Италији. У сачуваним античким текстовима термин ”трагикомедија“ више се нигде не јавља, а и у Амфитриону рукописи га бележе ”у метрички неоправданом и очигледно погрешном“ облику tragicocomedia (”трагико-комедија“), који су касније прихватили и неки ренесансни писци.